# Банищи
Банищи, устар. Банище — село в Льговском районе Курской области России. Входит в состав Густомойского сельсовета.

## География
Село находится у озера Банищанское, по берегу реки Сейм, в 51 км от российско-украинской границы, в 76 км к западу от Курска, в 10 км к северо-западу от районного центра — города Льгов, в 6 км от центра сельсовета — села Густомой.
Улицы
В селе улицы: Зелёная, Красный уголок, Куток, Ленина, Лесная, Околица, Осиновка, Тишина, Центральная и Школьная.
Климат
Банищи, как и весь район, расположено в поясе умеренно континентального климата с тёплым летом и относительно тёплой зимой (Dfb в классификации Кёппена).
| Показатель                                                                      | Янв. | Фев. | Март | Апр. | Май  | Июнь | Июль | Авг. | Сен. | Окт. | Нояб. | Дек. | Год  |
| ------------------------------------------------------------------------------- | ---- | ---- | ---- | ---- | ---- | ---- | ---- | ---- | ---- | ---- | ----- | ---- | ---- |
| Средний суточный максимум, °C                                                   | −3,7 | −2,7 | 3,3  | 13,3 | 19,6 | 22,8 | 25,3 | 24,6 | 18,3 | 10,8 | 3,7   | −0,9 | 11,2 |
| Средняя температура, °C                                                         | −5,8 | −5,2 | −0,3 | 8,5  | 14,9 | 18,5 | 21   | 20,1 | 14,2 | 7,5  | 1,5   | −2,8 | 7,7  |
| Средний суточный минимум, °C                                                    | −8,2 | −8,3 | −4,3 | 3,1  | 9,3  | 13,2 | 16   | 15   | 10   | 4,2  | −0,8  | −5   | 3,7  |
| Норма осадков, мм                                                               | 49   | 44   | 48   | 50   | 64   | 70   | 79   | 54   | 57   | 56   | 48    | 48   | 667  |
| Источник: Погода по месяцам c ru.climate-data.org(дата обращения: Октябрь 2021) |      |      |      |      |      |      |      |      |      |      |       |      |      |

Часовой пояс
Село Банищи, как и вся Курская область, находится в часовой зоне МСК (московское время). Смещение применяемого времени относительно UTC составляет +3:00.

## История
В 1682 году (7190/7191 от сотворения мира) деревня Банищи обрела статус села в связи с постройкой Покровской церкви.
Описывается в ЭСБЕ под названием Банище как
большое село Курской губ. Льговск. уезд., в 12 верстах к З от г. Льгова, 51°42′ с. ш. и 4°44′ в. д. (П). Село расположено на самом берегу р. Сейма, в низменной местности. Уровень реки Сейма 68,7; песчаная сырая почва; нездоровая местность, лихорадки, малярия. В 8 верст. к СВ слияние Свалы с Сеймом. Подпочва — глинистый мергель.
До 2010 года — административный центр Банищанского сельсовета. После его упразднения, согласно Закону Курской области от 26 апреля 2010 года № 26-ЗКО вошёл в состав Густомойского сельсовета.

## Население
| 2002 | 2010 |
| ---- | ---- |
| 1003 | ↘717 |

## Известные жители
Уроженцем Банищ является народный художник России, профессор Петербургской Академии художеств Николай Репин.

## Инфраструктура
Объекты социальной сферы
Банищанская школа.
Больница, почта, продуктовый магазин.
Сельское хозяйство
Выращиваются сельскохозяйственные культуры. 554 дома.
достопримечательности
Историко-краеведческий музей музей. Работает с 1984 года при школе. В 2020 году стал финалистом всероссийского патриотического конкурса.
Церковь Покрова Пресвятой Богородицы.
Памятник, мемориал «Неизвестный Солдат».

## Транспорт
Банищи находится в 6 км от автодороги регионального значения 38К-017 (Курск — Льгов — Рыльск — граница с Украиной) как часть европейского маршрута E38, на автодорогe межмуниципального значения 38Н-343 (38К-017 – Банищи – Пристень), в 9 км от ближайшей ж/д станции Артаково (линия 322 км — Льгов I).
В 155 км от аэропорта имени В. Г. Шухова (недалеко от Белгорода).